# Baker Gurvitz Army
Baker Gurvitz Army war eine britische Hardrock-Band, die von 1974 bis 1976 bestand.

## Bandgeschichte
Die Brüder Adrian (Gitarre) und Paul Gurvitz (Bass) schlossen sich 1974 nach dem Ende ihrer Band Three Man Army mit dem ex-Cream-Schlagzeuger Ginger Baker zur Baker Gurvitz Army zusammen. Das Powertrio wurde später zeitweise erweitert mit dem Sänger Snips (Steve Parsons) und dem Keyboarder Peter Lemer.
Ihr gleichnamiges Debütalbum erschien 1974 und stieg sowohl in Großbritannien als auch in den Vereinigten Staaten in die Charts ein. Die beiden folgenden Alben konnten den Anfangserfolg jedoch nicht mehr wiederholen, und die Band löste sich 1976 wieder auf.
Die Gruppe war als hervorragende Live-Band bekannt. Ein solcher Live-Auftritt von 1975 im Musikladen wurde 2001 auf VHS und DVD veröffentlicht. Mehr als ein Vierteljahrhundert nach ihrem Ende erschienen neben Neuauflagen ihrer Studioalben verschiedene Liveaufnahmen und Kompilationen.

## Diskografie
- 1974: Baker Gurvitz Army
- 1975: Elysian Encounter
- 1976: Hearts on Fire
- 2003: Greatest Hits Live
- 2005: Live in Derby '75
- 2005: Flying In And Out Of Stardom – The Anthology
- 2008: Still Alive